# ヤン・カロル・ホトキェヴィチ
ヤン・カロル・ホトキェヴィチ (ポーランド語: Jan Karol Chodkiewicz; ベラルーシ語: Ян Караль Хадкевіч, Jan Karal Chadkievič; リトアニア語: Jonas Karolis Chodkevičius, 1560年頃 - 1621年9月24日）は、ポーランド・リトアニア共和国のヘトマン。1601年よりリトアニア野戦ヘトマン、1605年よりリトアニア大ヘトマン。17世紀初頭のスウェーデン・ポーランド戦争におけるポーランド軍で傑出した軍人とされる。
モルダヴィア・マグナート戦争（1599年 - 1600年）、スウェーデン・ポーランド戦争（1600年 - 1611年）、ロシア・ポーランド戦争（1605年 - 1618年）、ポーランド・オスマン戦争（1620年 - 1621年）において、彼は共和国の最高司令官として活躍した。彼の最大の勝利である1605年のキルクホルムの戦いでは、自軍の3倍にのぼるスウェーデン軍を撃破した。1621年、オスマン帝国との間で戦われたホトィンの戦い (en) で、最前線を守り抜く最中に病没した。

## 生涯

### 前半生

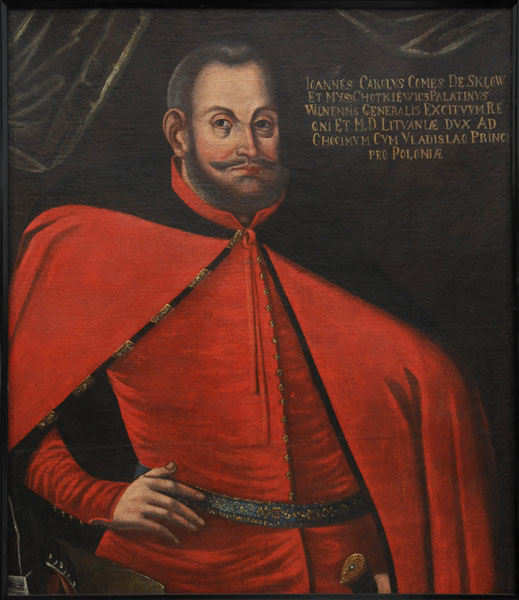
伝統的なマグナートの衣装をまとったホトキェヴィチ

1560年頃、ヴィリニュスの城主でリトアニアの大元帥ヤン・ヒエロニモヴィチ・ホトキェヴィチと、ポーランドのマグナート・ズボロフスキ家の娘との間に生まれる。 正確な出生日は分かっていない。1573年からヴィリニュス大学で学び、1586年から1589年にかけて弟のアレクサンドルと共にインゴルシュタット大学へ留学した。 その後パドヴァを訪問し、1590年に帰国した。
共和国に戻ってすぐ、ホトキェヴィチは50人から100人のロタ（部隊）の長となり、野戦ヘトマンのスタニスワフ・ジュウキェフスキのもとについて、セヴェルィーン・ナルィヴァーイコ率いるコサック反乱鎮圧に参加し軍務経験を積んだ。ホトキェヴィチは1596年4月14日のカニウフの戦いや、ルブヌイ付近でのコサックのターボル陣包囲に参加した。1599年、ジェマイティヤ公国のスタロスタ（代官）に任命された。
モルダヴィア・マグナート戦争では宰相で王冠領大ヘトマンのヤン・ザモイスキを補佐してワラキアに侵攻し、1600年10月15日のプロイェシュティの戦いに参加した。 この功績により、同年リトアニア軍のナンバー2であるリトアニア野戦ヘトマンに任命された。

### スウェーデンとの戦争

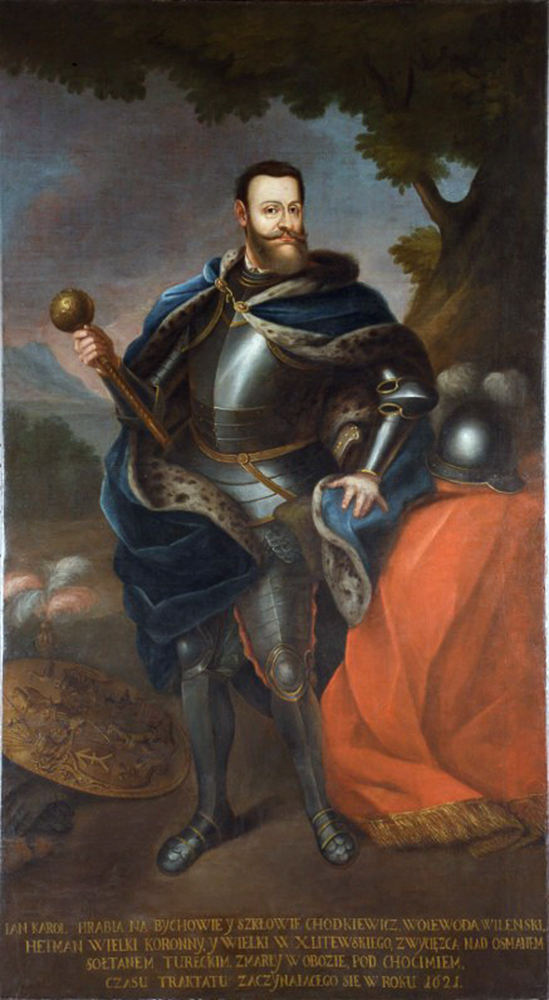
大ヘトマン、ホトキェヴィチ

翌1601年、スウェーデン・ポーランド戦争が始まるとヤン・ザモイスキについてリヴォニア公国へ侵攻、コクネセの戦いではリトアニア軍を率いて共和国軍の右翼を担い勝利を収めた。 1602年にザモイスキが療養のためポーランドに帰国するとリヴォニア戦線を任せられ、1603年4月にドルパット（現タルトゥ）を占領し、ザモイスキ不在に乗じて攻勢を仕掛けてきたスウェーデン軍を9月23日のヴェイゼンシュテインの戦いで破った。 そして1605年9月27日、ダウガヴァ川岸で行われたキルホルムの戦いで、ホトキェヴィチ率いる共和国軍4000人（殆どがフサリア重騎兵）は3倍のスウェーデン軍に完勝、彼の名声を不動のものとした。 この快挙に対し、ホトキェヴィチのもとにはローマ教皇パウルス5世、さらにはオスマン帝国のスルタンアフメト1世やサファヴィー朝のアッバース1世からも称賛の書簡が届けられた。 またこの戦いの直後、ホトキェヴィチはリトアニア大ヘトマンの地位を与えられた。
しかし、共和国のセイム（議会）は内部対立によって軍事予算の調達に失敗、キルホルムの戦いの戦果をふいにしてしまった。 マグナートが国王派と反国王派に分かれる中で、ホトキェヴィチは国王ジグムント3世側の派閥に残り、1606年から1607年にかけてゼブジドフスキの反乱の鎮圧にあたった。 1607年7月6日から7日にかけてのグズフの戦いでは国王軍の右翼を率いて勝利した後、リトアニア大公国のヤヌシュ・ラジヴィウの鎮圧にあたった。ヤヌシュ・ラジウィウは1608年に国王との交渉の末帰順した。 1609年にスウェーデンがリヴォニアに再侵攻するとホトキェヴィチも北方戦線に戻り、リガを解放してパルヌを再占領した。 さらには小艦船を急増してバルト海に進出し、サリスの海戦でスウェーデン海軍を破るにまで至った。

### ロシアとの戦争

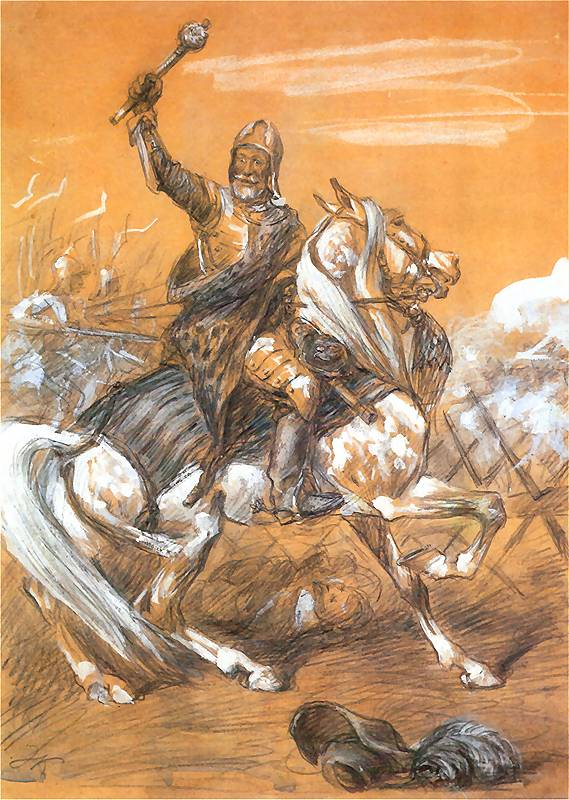
ヤン・カロル・ホトキェヴィチ （ユリウシュ・コサック作）

1605年、共和国は偽ドミトリー1世を擁立して動乱時代のロシア・ツァーリ国に介入、ロシア・ポーランド戦争が勃発した。しかしリトアニアのマグナートにはこの戦争は不評で、特にホトキェヴィチは公然とジグムント3世への不満を示し、しばらく王家に忠誠を示すのを拒否するほどであった。 最終的にはこのマグナートと国王の対立は収まり、ホトキェヴィチはスモレンスク・プスコフ方面の司令官としてロシアに侵攻した。 共和国軍はたちまちにしてスモレンスク占領などの勝利をおさめ、スタニスワフ・ジュウキェフスキらはポーランド・リトアニア・モスクワ共和国の創設を夢見たほどであった。 ジグムント3世はホトキェヴィチにモスクワ侵攻を命じたが、セイムが軍費の供給要請を何度も無視したため、一部の部隊が反乱を起こした。そうした本国とのすれ違いもあり、ホトキェヴィチは勝利を重ねたものの決定的な成果を得ることができず、1611年の秋に撤退した。 失望したホトキェヴィチは再び国王と疎遠になり、1613年のセイムでは自らこの戦争を批判した。 1613年から1615年にかけては、共和国が獲得したスモレンスク地域の防衛に努め、リトアニアの鎮撫にあたった。 1617年、王子ヴワディスワフ（後のポーランド王ヴワディスワフ4世）がロシアのツァーリとしてミハイル・ロマノフを排除するべくロシア遠征を行うとホトキェヴィチも事実上の司令官として従い、1617年10月11日にドロゴブージの要塞を陥とした。 しかし1618年12月のモジャイスク攻囲は不成功に終わり、これを最後にロシアとの戦争は終わった。

### オスマン帝国との戦争と死

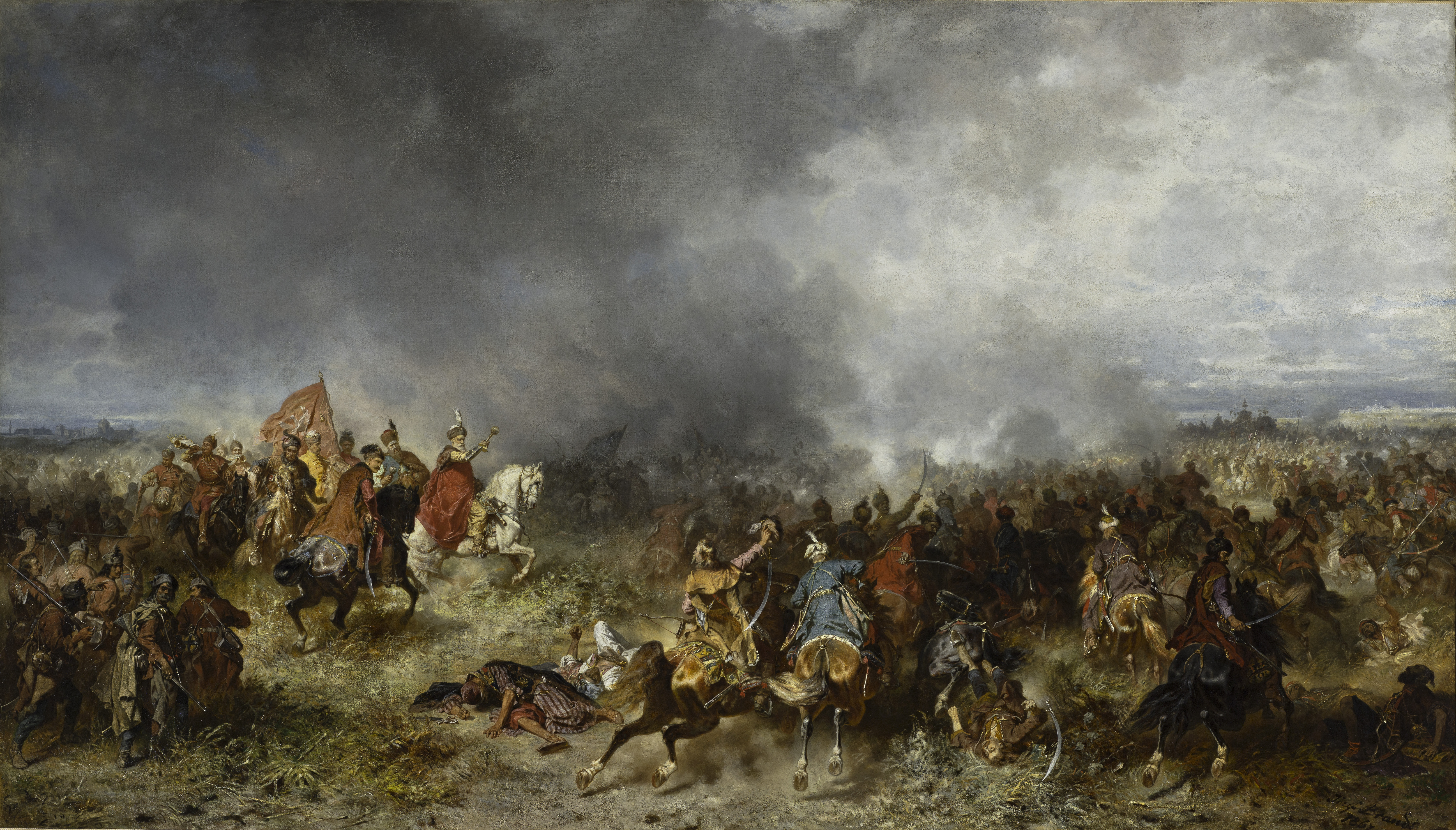
ホトィンの戦いでのホトキェヴィチ（赤い服の人物）

ポーランド・ロシア戦争は1618年のデウリノの和約で終結した。しかしオスマン帝国の動きが活発化していたことから、ホトキェヴィチは和約成立以前から数千の軍勢を南方の国境に回していた。1620年ポーランド・オスマン戦争が勃発したが、共和国軍はツェツォラの戦いで王冠領大ヘトマンであったスタニスワフ・ジュウキェフスキを失う惨敗を喫した。オスマン2世自ら率いる16万人のオスマン軍と6万人のタタール人がポーランド国境を超えた。対するポーランド・リトアニア共和国はおよそ7万人にすぎず、うち約半数はヘーチマンのペトロー・コナシェーヴィチ・サハイダーチヌイ率いるコサックだった。ホトキェヴィチは1621年9月にドニエプル川を越え、ホトィン要塞に入城してオスマン軍の前に立ちふさがった。 このホトィンの戦いで、ホトキェヴィチは1か月にわたって20万のオスマン軍の攻撃を耐え続けたが、開戦時から病にかかっていたホトキェヴィチは24日に要塞の中で死去した。その数日後、オスマン帝国はホトィン要塞攻略をあきらめ、和平交渉の開始を決断した。
ホトキェヴィチの遺体はカームヤネツィ＝ポジーリシクィイに送られ、10月14日に埋葬された。 1622年6月、彼の未亡人によってオストロフに改葬された。 1627年、オストロフに建設された新たな教会へ改葬された。 1648年にフメリニツキーの乱が起こると遺体は再び退避されたが、1654年に元に戻された。 1722年にオストロフに新たな墓がつくられ、そこに改葬された。

## 人物と評価

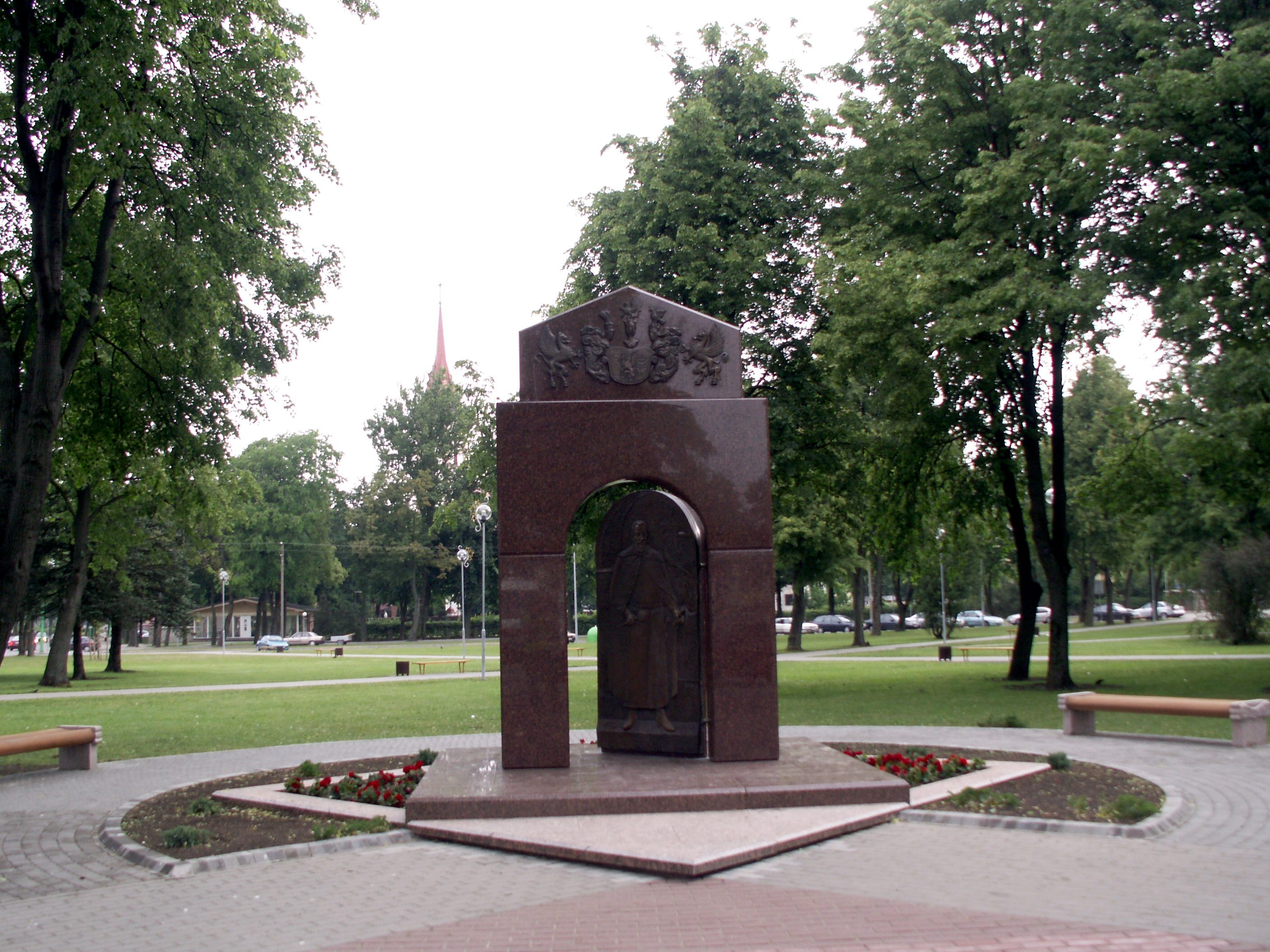
クレティンガ（現リトアニア）のホトキェヴィチの記念碑

1937年、ポーランドの歴史家ヴァンダ・ドブロヴォルスカは『ポーランド人名辞典』(Polski Słownik Biograficzny)のホトキェヴィチの項で、彼の戦略家・司令官としての力量を評価して「偉大なヘトマンの時代」の代表的な人物の一人に挙げている。さらに彼女は、ホトキェヴィチは鉄の意志を持ち、その指揮のもとに軍を従わせることができ、兵からは敬愛されるというよりも恐れ敬われていた、と評している。また彼は精力的で激しやすい性格で、落ち着いた性格のジュウキェフスキとは対照的であり、ホトキェヴィチはこの同時代の共和国に並び立つ人物を生涯嫌いライバルと目していた、とも述べている。
ホトキェヴィチは共和国の政治に特段関与したわけではないが、その地位と富によって非常に大きな影響力を有していた。彼は自身の軍事計画承認や個人的な充足を得るために、リトアニアからの支持を基礎とした自身の影響力を行使した。彼の生涯は、ほとんど戦争に費やされた。最前線にいないときには、政治の場で軍への支援とそのための税金確保を勝ち取るためにラジヴィウ家など他のリトアニア貴族やセイムの議員たちと戦っていた。
華々しい軍歴の中で莫大な富を築いたホトキェヴィチは、教会などを数多く建てた。イエズス会と協力することが多く、1616年に反宗教改革者の養成を目的としたクラジェイ学院が創設されるときにも資金援助している。ホトキェヴィチは共和国から領地を褒賞として与えられることを強く望んでいた。その一方で、彼は共和国軍のためなら私財を惜しまなかった。彼は非常に尊大な人物だったとされ、リトアニア貴族であることを自らのアイデンティティとして強調していた。
ホトキェヴィチの存命中、彼を讃える詩などが制作され、またイエズス会士のピョトル・スカルガが彼のために宗教的な著作を献呈している。ホトキェヴィチが死去した翌年には、彼に関する数多くの文学作品が著されている。ヴァツワフ・ポトツキのホトィン遠征を主題とした叙事詩 (ポーランド語: Transakcja wojny chocimskiej)や、ユリアン・ウルスィン・ニェムツェヴィチやゾフィア・コッサク＝シュチュツカらの作品にも登場する。多くの場合、彼は愛国者かつ軍事の天才というイメージで描かれている。
家族思いの人物でもあったが、1593年に結婚したゾフィア・ミェレツカとの間の一人息子は1613年に16歳で死去し、ゾフィアも1618年に没した。1620年11月、ホトキェヴィチはアンナ・アロイザ・オストロクスカと再婚したが、まもなく彼は最後の遠征に旅立ち、戦役中に病没することになった。この年、娘のアンナがリトアニアのルター派マグナート、ヤン・スタニスワフ・サピェハと結婚している。